# In Bruges
In Bruges es una película británica de 2008 dirigida y escrita por Martin McDonagh. Fue protagonizada por Colin Farrell, Brendan Gleeson y Ralph Fiennes. La historia tiene lugar en la ciudad belga de Brujas. In Bruges fue la película de la noche inaugural en el Sundance Film Festival de 2008. 
Farrell ganó un Globo de oro en la categoría Mejor actor - Comedia o musical, mientras que McDonagh ganó el premio BAFTA al mejor guion.

## Argumento
Cumpliendo órdenes, el novato sicario Ray dispara a un sacerdote durante la confesión, pero mata accidentalmente a un niño que también está en la iglesia. Él y su mentor Ken son enviados a Brujas por su jefe Harry, donde deben esperar nuevas instrucciones. Ken encuentra la ciudad encantadora y pintoresca, mientras que Ray sólo siente desprecio por ella.
Se encuentran por casualidad con el rodaje de una película en la que participa un actor enano, lo que divierte a Ray. Ray se siente atraído por Chloë, una traficante de drogas local que trabaja como ayudante de producción. La lleva a un restaurante, donde se enzarza en una discusión con una pareja canadiense (que confunde con estadounidenses) y acaba dejándolos inconscientes. Chloë lleva a Ray a su apartamento, donde empiezan a acostarse, pero su exnovio Eirik aparece y amenaza a Ray con una pistola. Ray le desarma y dispara la pistola, cargada con balas de fogueo, a la cara de Eirik, cegándole un ojo. Chloë admite que ella y Eirik roban a turistas, pero insiste en que le había dicho a Eirik que Ray no era un objetivo. Ray y Ken pasan una noche de desenfreno con el actor enano Jimmy, que toma cocaína y despotrica sobre una próxima guerra entre blancos y negros.
Harry llama a Ken y le ordena matar a Ray, basándose en el principio de que matar a un niño, aunque sea accidentalmente, es imperdonable. Con una pistola suministrada por Yuri, el contacto local de Harry, Ken sigue la pista de Ray hasta un parque y se dispone a matarlo a regañadientes. Sin embargo, Ray, angustiado por haber matado al niño, se dispone a suicidarse con la pistola cargada de Eirik. Al ver esto, Ken detiene a Ray, le informa de la orden de Harry y le dice que abandone Brujas para empezar de nuevo en otro lugar. Le da algo de dinero y le mete en un tren a otra ciudad, al tiempo que le confisca la pistola para evitar un nuevo intento de suicidio. Ken informa de la verdad a Harry, que parte inmediatamente hacia Brujas, enfurecido por la desobediencia. Recoge una pistola en casa de Yuri, y Eirik, el hijo de éste, se entera de su intención.
En el tren, Ray es identificado por la pareja canadiense a la que agredió en el restaurante y es escoltado por la policía de vuelta a Brujas. Chloë paga su fianza y ambos comparten una copa en la plaza del mercado, bajo el campanario de Brujas. Harry llega a Brujas y corre por las calles hacia el hotel de Ray, pero ve a Ken sentado en la puerta de un café. Mientras ambos toman una copa, Harry se jacta de que si él mismo hubiera matado a un niño, se habría quitado la vida inmediatamente. Ken argumenta que Ray tiene la capacidad de cambiar y merece una oportunidad de redención. Harry no está convencido, así que Ken sugiere que suban al campanario para un tiroteo lejos de testigos. En la cima, Harry apunta a Ken con su pistola, pero éste se niega a resistirse. Confundido, Harry no se atreve a matar a Ken, así que le dispara en la pierna como castigo por no haber matado a Ray. Al ver a Ray en la plaza, Eirik sube a la torre para informar a Harry, que está ayudando a Ken a bajar de la torre. Ken intenta desarmar a Harry, que le dispara en el cuello y se precipita hacia abajo. Sangrando abundantemente, Ken se arrastra hasta lo alto de la torre y salta a la plaza. Ray corre hacia el cuerpo destrozado de Ken y se entera de la llegada de Harry. Justo antes de morir, Ken le dice que coja su pistola, pero ésta se ha roto en la caída.
Harry persigue a Ray hasta el hotel; Marie, la propietaria embarazada, niega la entrada a Harry, incluso cuando éste desenfunda su pistola. Para proteger a la dueña y a su hijo nonato, Harry y Ray acuerdan continuar la persecución por el canal y Ray, armado con la pistola cargada de Eirik, salta a una barcaza que pasa pero pierde la pistola. Harry hiere a Ray con un disparo a distancia. Ray se tambalea hacia la calle donde está rodando la película de Jimmy. Harry le alcanza y dispara repetidamente a Ray hasta que se desploma. Una de las balas alcanza a Jimmy (disfrazado de colegial) y le vuela la cabeza. Harry cree erróneamente que ha matado a un niño y, a pesar de las protestas de Ray, se suicida. Ray es trasladado en ambulancia junto a Chloë, Marie y Eirik. En la narración, Ray reflexiona sobre la naturaleza del infierno, especulando que se trata de una eternidad en la ciudad de Brujas, y declara que realmente esperaba no morir.

## Reparto
- Colin Farrell es Ray, un asesino a sueldo novato atormentado por la culpa de su primer trabajo.
- Brendan Gleeson es Ken, un sicario veterano y más experimentado.
- Ralph Fiennes es Harry Waters, el estricto jefe de Ray y Ken.
- Clémence Poésy es Chloë Villette, una criminal y asistente de producción belga.
- Jordan Prentice es Jimmy, un actor estadounidense enano.
- Thekla Reuten es Marie, copropietaria y telefonista del hotel donde se hospedan los asesinos.
- Jérémie Renier es Eirik, el exnovio de Chloë.
- Anna Madeley es Denise, una prostituta holandesa contratada por Jimmy.
- Elizabeth Berrington es Natalie Waters, esposa de Harry.
- Mark Donovan es el turista estadounidense obeso.
- Željko Ivanek es el turista canadiense.
- Ciarán Hinds es el sacerdote (sin acreditar).
- Matt Smith es el joven Harry (escenas eliminadas).

## Estreno
La película fue estrenada el 17 de enero de 2008 en el Festival de Cine de Sundance. La cinta recaudó más de 7 millones de dólares en Estados Unidos, y sobre 25 millones en los demás países, logrando una recaudación total de $33.394.440 a lo largo del mundo.

### Recepción
In Bruges obtuvo una respuesta positiva por parte de la crítica cinematográfica. La película posee un 80% de comentarios "frescos" en el sitio web Rotten Tomatoes, basado en un total de 159 reseñas, y una puntuación de 67/100 en Metacritic. Roger Ebert del periódico Chicago Sun-Times sostuvo que el filme «es una sorpresa de principio a fin, una comedia muy humana y oscura, con una trama que no se puede predecir, solo disfrutar. De vez en cuando aparece una película como esta, que parece suceder a medida que avanza, impulsada por las peculiaridades de sus personajes». Jordi Costa de El País destacó el trabajo del director y escribió: «McDonagh es uno de esos creadores capaces de coger en sus manos algunos arquetipos gastados por el uso y extraer de ellos una inesperada poesía [...] [la película] funciona, a la vez, como thriller heterodoxo, metáfora existencial y comedia onírica».
Por el contrario, Ismael Marinero del periódico El Mundo sostuvo que los personajes eran «una mala imitación de serie negra", y concluyó que la «acción violenta intempestiva y visitas a museos e iglesias ilustres son elementos de un thriller inconsistente en todos los aspectos».

## Premios
| Año  | Premio                          | Categoría                              | Receptor(es)    | Resultado |
| ---- | ------------------------------- | -------------------------------------- | --------------- | --------- |
| 2009 | Premios Óscar                   | Mejor guion original                   | Martin McDonagh | Nominado  |
| 2009 | Premios Globo de Oro            | Mejor actor - Comedia o musical        | Colin Farrell   | Ganador   |
| 2009 | Premios Globo de Oro            | Mejor actor - Comedia o musical        | Brendan Gleeson | Nominado  |
| 2009 | Premios Globo de Oro            | Mejor película - Comedia o musical     |                 | Nominada  |
| 2009 | Premios BAFTA                   | Mejor guion original                   | Martin McDonagh | Ganador   |
| 2009 | Premios BAFTA                   | Mejor película británica               |                 | Nominada  |
| 2009 | Premios BAFTA                   | Mejor actor de reparto                 | Brendan Gleeson | Nominado  |
| 2009 | Premios BAFTA                   | Mejor montaje                          | Jon Gregory     | Nominado  |
| 2008 | British Independent Film Awards | Mejor guion                            | Martin McDonagh | Ganador   |
| 2008 | British Independent Film Awards | Mejor actor                            | Colin Farrell   | Nominado  |
| 2008 | British Independent Film Awards | Mejor actor                            | Brendan Gleeson | Nominado  |
| 2008 | British Independent Film Awards | Mejor película independiente británica |                 | Nominada  |
| 2008 | British Independent Film Awards | Mejor actor de reparto                 | Ralph Fiennes   | Nominado  |
| 2008 | British Independent Film Awards | Mayor logro técnico                    | Jon Gregory     | Nominado  |
| 2008 | British Independent Film Awards | Premio Douglas Hickox                  | Martin McDonagh | Nominado  |